# 佐藤敦 (政治家)
佐藤 敦（さとう あつし、1972年〈昭和47年〉8月8日 - ）は、日本の政治家。名古屋市会議員（1期）、愛知県議会議員（1期）。

## 経歴
広告会社社長を経て、青長会会長を務め錦二丁目の活性化にかかわる。
2011年、愛知県議会議員選挙（中区選挙区）に減税日本公認（日本一愛知の会推薦）で立候補。県議団長などを歴任した自民党の加藤南との一騎打ちとなり、県議選中区選挙区としては12年ぶりの選挙戦となる。8949票を獲得し、加藤を破って初当選。
2013年、会派「減税日本一愛知」政調会長に就任。
2015年、愛知県議会議員選挙（中区選挙区）に減税日本公認で立候補するも、落選。
2015年、高橋圭三名古屋市会議員の死去に伴う名古屋市会議員中区選挙区補欠選挙に減税日本公認で立候補。今枝敬雄の娘である今枝潔美らを破って当選。